# Epidius denisi
Epidius denisi är en spindelart som beskrevs av Roger de Lessert 1943. Epidius denisi ingår i släktet Epidius och familjen krabbspindlar.
Artens utbredningsområde är Kongo. Inga underarter finns listade i Catalogue of Life.